# Wake Forest
Wake Forest és una població dels Estats Units a l'estat de Carolina del Nord. Segons el cens del 2007 tenia 22.324 habitants.

## Demografia
Segons el cens del 2000, Wake Forest tenia 12.588 habitants, 4.617 habitatges i 3.407 famílies. La densitat de població era de 623,1 habitants per km².
Dels 4.617 habitatges en un 41,7% hi vivien nens de menys de 18 anys, en un 60,3% hi vivien parelles casades, en un 10,7% dones solteres, i en un 26,2% no eren unitats familiars. En el 20,6% dels habitatges hi vivien persones soles el 6% de les quals corresponia a persones de 65 anys o més que vivien soles. El nombre mitjà de persones vivint en cada habitatge era de 2,66 i el nombre mitjà de persones que vivien en cada família era de 3,11.
Per edats la població es repartia de la següent manera: un 29,7% tenia menys de 18 anys, un 7,4% entre 18 i 24, un 39,3% entre 25 i 44, un 15,8% de 45 a 60 i un 7,9% 65 anys o més.
L'edat mediana era de 32 anys. Per cada 100 dones de 18 o més anys hi havia 89 homes.
La renda mediana per habitatge era de 52.307 $ i la renda mediana per família de 60.408 $. Els homes tenien una renda mediana de 45.630 $ mentre que les dones 30.205 $. La renda per capita de la població era de 22.746 $. Entorn del 6,3% de les famílies i el 8,8% de la població estaven per davall del llindar de pobresa.

## Poblacions properes
El següent diagrama mostra les poblacions més properes.